# Keep It Comin’ (Dance Till You Can’t Dance No More)
A Keep It Comin' (Dance Till You Can't Dance No More) című dal az amerikai C+C Music Factory 1992-ben megjelent kislemeze, mely a Buffy, a vámpírok réme című filmzene albumon található. A dal a Billboard lista Dance / Hot Dance Club Play lista 1. helyéig jutott.

## Megjelenések
7"  Európa Columbia – COL 658297 7
- A	Keep It Comin' (Dance Till You Can't Dance No More!) (The Radio-Mix) 3:56
- B	Keep It Comin' (Dance Till You Can't Dance No More!) (The Pop Radio-Mix) 3:20

CD Maxi-Single  U.S Columbia – 44K 74431
1. Keep It Comin' (Dance Till You Can't Dance No More!) (The Radio Mix) 3:56
2. Keep It Comin' (Dance Till You Can't Dance No More!) (The Pop Radio Mix) 3:20
3. Keep It Comin' (Dance Till You Can't Dance No More!) (The Extended Radio Mix) 4:17
4. Keep It Comin' (Dance Till You Can't Dance No More!) (The Clivilles & Cole House Anthem) 10:51

## Slágerlista
| Slágerlista (1992)                               | Legjobb helyezések |
| ------------------------------------------------ | ------------------ |
| Brit kislemezlista                               | 34                 |
| U.S. Billboard Hot 100                           | 83                 |
| U.S. Billboard Hot Dance Club Play               | 1                  |
| Ausztrália (ARIA)                                | 46                 |
| Hollandia (Dutch Top 40)                         | 30                 |
| Új-Zéland (RIANZ)                                | 17                 |
| Egyesült Királyság (The Official Charts Company) | 34                 |

## Közreműködő előadók
- Háttérének – Duran Ramos, Michele Visage*, Q-Unique, Robert Clivillés
- Szerkesztés – Ricky Crespo, Robert Clivillés
- Felvételvezető, [Mix] – Acar S. Key*
- Vezető producer – Ralph Sall
- Közreműködő énekesek – Deborah Cooper, Q-Unique
- Gitár – Paul Pesco
- Producer, Hangmérnök, Mix – Robert Clivillés & David Cole*
- Zenei programok – Alan Friedman
- Írták – Anthony Quiles, Robert Clivillés, David Cole*, Duran Ramos